# Strongylosoma hirtum
Strongylosoma hirtum är en mångfotingart som först beskrevs av Pocock 1888.  Strongylosoma hirtum ingår i släktet Strongylosoma och familjen orangeridubbelfotingar. Inga underarter finns listade i Catalogue of Life.